# 異世界嫁探しのススメ 〜30代独身男性は、モンスター娘から需要があるらしい〜
『異世界嫁探しのススメ 〜30代独身男性は、モンスター娘から需要があるらしい〜』（いせかいよめさがしのススメ さんじゅうだいどくしんだんせいはモンスターむすめからじゅようがあるらしい）は、針金紳士による日本の漫画作品。ウェブコミック配信サイト『WEBコミックガンマぷらす』（竹書房）にて2023年4月28日より連載中。

## あらすじ
異世界に転移した30歳独身の広尾誠司が、異種族を対象とした結婚相談所でハプニング満載の婚活を繰り広げる物語。モン娘たちの猛アプローチに戸惑いつつ、彼の中に宿る魔道具が物語の鍵に。異世界でのモテ期と波乱の運命を描くハーレム婚活コメディ。

## 登場人物
広尾誠司
30歳を迎え＆まわりの結婚ラッシュに、焦りを感じはじめた主人公。結婚相談所に向かってたとき異世界に転移してしまう。

## 書誌情報
- 針金紳士 『異世界嫁探しのススメ 〜30代独身男性は、モンスター娘から需要があるらしい〜』 竹書房〈バンブーコミックス〉、既刊2巻（2024年12月6日現在）
  1. 2024年4月6日発売[5]、ISBN 978-4-8019-8288-8
  2. 2024年12月6日発売[6]、ISBN 978-4-8019-8498-1